# Ахмадієва Дільназ Муратовна
Дільназ Муратовна Ахмадієва (нар.. 20 листопада 1980 рік, Алма-Ата, Казахська РСР) — казахська співачка та актриса уйгурського походження.

## Біографія
Дільназ Ахмадієва народилася 20 листопада 1980 року в Алма-Аті в родині музикантів.
Її батько — Мурат Ахмадієв (1950), музикант, засновник популярного уйгурського поп-ансамблю «Яшлик» (1974), народний артист Республіки Казахстан (1998). Він довгий час працював директором Державного республіканського уйгурського театру музичної комедії імені Куддуса Кожамьярова в Алма-Аті (1984—2007), з 2007 року він депутат Мажилісу Парламенту Республіки Казахстан.
Дільназ Ахмадієва є продовжувачем династій двох артистичних родин. Вона почала свою кар'єру у віці 4 років: Дільназ знялася у дитячому фантастичному фільмі «Чарівне яблуко». Двома роками пізніше вона виконала відому на той час пісню «Лелека на даху» на сцені Уйгурського театру міста Алма-Ата, грала у виставах уйгурського театру. У 10 років на замовлення ОРТ Казахське телебачення зняло сольний танцювальний виступ Дільназ Ахмадієвої у 30-хвилинній передачі. У 1993 році Дільназ вперше вийшла на найбільшу в Алма-Аті сцену Палацу Республіки імені Леніна.
У 1997 році Дільназ Ахмадієва закінчила ліцей, а у 2002 році завершила навчання на факультеті англійської мови Казахського Державного університету міжнародних мов за спеціальністю перекладач — референт.
З 1997 року вона працює солісткою — вокалісткою Державного Республіканського Уйгурського театру.
Працювала з продюсерами Русланом Тохтахуновим, Гульвірою Ілахуновою (пісня «Ти мене більше не побачиш»), Аділем Жамбакиєвим (пісня «Може одного разу»). У 2002 році Дільназ Ахмадієва представляла Казахстан на міжнародному пісенному конкурсі «Нова хвиля» в Юрмалі, Латвія.
У 2004 році, після зйомок в казахському проекті «Кочівник» (грала роль Хоші) вона проходить курси акторської майстерності в Голлівуді, штат Каліфорнія (США).
У 2012 році Дільназ Ахмадієва отримала звання «Заслужений діяч Республіки Казахстан».
Зараз Дільназ Ахмадієва, крім своєї творчої діяльності, очолює продюсерський центр «Embassy of Art» (Посольство мистецтв), одним з відомих її проектів є музична група «Some Toir».
17 вересня 2011 року в одному з ресторанів Астани відбулося весілля Дільназ Ахмадієвої з бізнесменом на ім'я Ахмад. 24 листопада 2015 року співачка оголосила про розрив відносин з чоловіком.

## Дискографія
1. 2001 — Може якось
2. 2002 — Wapadarim
3. 2005 — Золотий
4. 2007 — Моє серце
5. 2010 — Любов'ю зачеплені
6. 2014 — Думай про мене
7. 2015 — Коз алдымда
8. 2016 — Strength in my soul

## Фільмографія
| Рік  | Фільм                                    | Роль |
| ---- | ---------------------------------------- | ---- |
| 2009 | Москва, я люблю тебе! (новела «Таксист») |      |
| 2005 | Кочівник                                 | Хоша |